# スルジャプリ語
スルジャプリ語（スルジャプリご、英: Surjapuri language）はインド語派に属する言語である。ビハール州の東部および西ベンガル州北部で話されている。ヒンディー語、ベンガル語の両方とかなり類似している。スルジャプル語とも呼ぶ。スルジャプリは西ベンガル州北ディナージプル県とバングラデシュのスルジャプルが由来である。

## 言語名別称
- スルジャプル語
- スルジャプリ語
- スラジプリ語
- Sura
- Suraji
- Surajpuri
- Chaupal
- Choupal